# Quercus dumosa
Quercus dumosa es una especie de roble de la familia Fagaceae. Está clasificada en la sección Quercus, que son los robles blancos de Europa, Asia y América del Norte. Tienen los estilos cortos; las bellotas maduran en 6 meses y tienen un sabor dulce y ligeramente amargo, el interior de la bellota tiene pelo. Las hojas carecen de una mayoría de cerdas en sus lóbulos, que suelen ser redondeados.

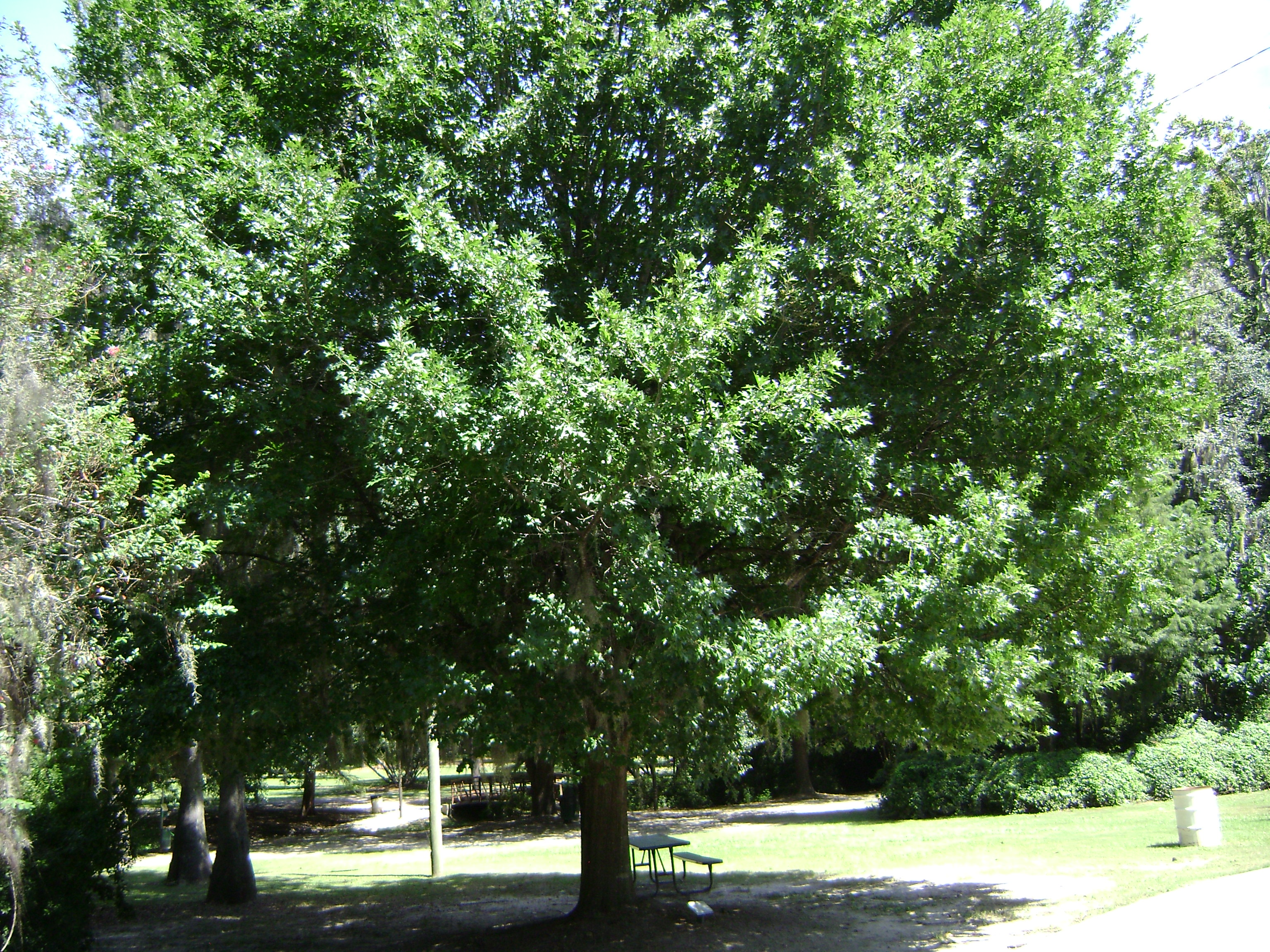
Vista del árbol

## Distribución
Quercus dumosa se encuentra en México y el estado de EE. UU. de California. Está amenazada por pérdida de hábitat. La especie Quercus dumosa presta su nombre a la homónima comunidad vegetal Quercus dumosa chaparral, en el que el roble y el toyon son a menudo co-dominantes en el chaparral.

## Descripción
Esta planta es un árbol de hoja perenne o arbusto que alcanza un tamaño de 1 a 3 metros de altura a partir de una raíz grande, profunda. Las hojas tienen espinas o bordes dentados. El fruto es una bellota de hasta 1,5 centímetros de ancho. Algunos individuos producen grandes cosechas de bellotas, y otros producen muy pocos frutos. Las bellotas son dispersadas por la gravedad al caer del árbol, y por los animales que las recogen, como ardillas y arrendajos. Los animales comen ellos inmediatamente o la almacenan para más adelante. Las bellotas tienden a germinar fácilmente. La reproducción a través de semillas generalmente se produce sólo en años muy húmedos.

## Ecología
Este roble crece principalmente en suelos arenosos como piedra arenisca cerca de la costa. Su hábitat es a menudo el chaparral. Los brotes de roble emeergen con vigor a partir de su muñón y la corona de la raíz después de los incendios forestales y desarrolla un gran follaje en unos pocos años después de un evento de fuego. A veces es codominate con especies de Ceanothus desde los cuatro años después de un incendio. Este roble también evoluciona bien en ausencia de fuego.

## Taxonomía
Quercus dumosa fue descrita por Thomas Nuttall y publicado en The North American Sylva 1(1): 18. 1842.
Etimología
Quercus: nombre genérico del latín que designaba igualmente al roble y a la encina.
Sinonimia
- Quercus × macdonaldii var. elegantula Greene[5][6]